# Élections régionales de 1975 dans les Abruzzes
Les élections régionales de 1975 dans les Abruzzes (en italien : Elezioni regionali in Abruzzo del 1975) se tiennent les 15 et 16 juin 1975 afin d'élire les 40 membres de la IIe législature du conseil régional des Abruzzes.
Le scrutin voit la victoire à la majorité relative de la Démocratie chrétienne (DC).

## Contexte
La région des Abruzzes constitue un fief de la Démocratie chrétienne (DC).
Lors des élections régionales de juin 1970, la DC remporte 48,3 % des voix et 20 sièges sur 40, manquant de peu la majorité absolue. Elle devance largement le Parti communiste italien (PCI), dont la force électorale est deux fois moindre avec 22,8 % des suffrages et 10 conseillers. La troisième place revient au Parti socialiste italien (PSI), qui totalise 9 % des exprimés et trois élus. Il est suivi du Mouvement social italien (MSI), qui fait élire deux conseillers après avoir réuni 5,8 %. Le Parti socialiste unitaire (PSU) le talonne donc, puisqu'il compte également deux élus et 5,5 % des voix.
Le 3 septembre, près de trois mois après la tenue du scrutin, le démocrate chrétien Ugo Crescenzi est investi président de la junte régionale après avoir formé une coalition avec le PSI et le Parti républicain italien (PRI). Il est remplacé en mars 1972 par Giustino De Cecco, qui élargit la majorité au Parti social-démocrate italien (PSDI), successeur du PSU.
Aux élections générales anticipées de mai 1972, le paysage politique régionale se trouve légèrement modifié. Dans la circonscription de L'Aquila de la Chambre des députés, qui correspond au territoire des Abruzzes, la DC reste largement dominante avec 48,2 % des voix et huit députés sur 15, devant le PCI, ses 27 % et ses quatre élus. En revanche, la troisième place échappe au PSI, qui recueille 6,9 % et un siège, au profit du MSI, qui remporte 7,7 % des suffrages et un mandat également. Au Sénat de la République, les démocrates chrétiens confirment avec 47,4 % et quatre sénateurs sur sept, contre 27 % et deux élus aux communistes. Les socialistes, réunissant 9,7 %, obtiennent le dernier siège à pourvoir et devancent les néofascistes, qui obtiennent 8,7 %.
Ugo Crescenzi revient au pouvoir en juillet 1973, mais le cède de nouveau à Giustino De Cecco en mai 1974.

## Mode de scrutin
Le conseil régional des Abruzzes (en italien : Consiglio Regionale dell'Abruzzo) est constitué de 40 conseillers élus pour cinq ans au scrutin proportionnel avec vote préférentiel et sans seuil électoral dans quatre circonscriptions plurinominales qui correspondent aux provinces.
Chaque électeur peut exprimer jusqu'à trois votes de préférence sur la liste à qui il accorde son suffrage. Les mandats sont ensuite répartis à la proportionnelle d'Hagenbach-Bischoff. Les sièges sont ensuite pourvus par les candidats comptant le plus grand nombre de voix préférentielles.
Les mandats qui n'ont pas été attribués à l'issue du premier décompte et les voix qui n'ont pas été utilisées sont rassemblés au niveau régional et distribués à la proportionnelle de Hare. Ils sont attribués, pour chaque parti, dans les provinces en fonction du ratio entre les votes restants et le total des suffrages exprimés.

### Répartition des sièges
| Provinces | Sièges | +/-           |  |
| Chieti    | 12     | 1             |  |
| L'Aquila  | 11     | 1             |  |
| Pescara   | 8      | 1             |  |
| Teramo    | 9      | 1             |  |
| Total     | 40     | en stagnation |  |

## Campagne

### Principales forces politiques
| Parti | Parti                                                                                     | Idéologie                                                  |
| ----- | ----------------------------------------------------------------------------------------- | ---------------------------------------------------------- |
|       | Démocratie chrétienne Democrazia Cristiana                                                | Centre Démocratie chrétienne, antifascisme, anticommunisme |
|       | Parti communiste italien Partito Comunista Italiano                                       | Gauche Communisme, eurocommunisme, marxisme-léninisme      |
|       | Parti socialiste italien Partito Socialista Italiano                                      | Gauche Socialisme, réformisme, marxisme                    |
|       | Mouvement social italien – Droite nationale Movimento Sociale Italiano - Destra Nazionale | Extrême droite Néofascisme, nationalisme, anticommunisme   |
|       | Parti social-démocrate italien Partito Socialista Democratico Italiano                    | Centre gauche Social-démocratie, socialisme                |

## Résultats

### Voix et sièges
|                        |                                                      |         |       |      |        |               |  |  |  |  |  |  |  |  |
| Parti                  | Parti                                                | Voix    | %     | +/-  | Sièges | +/-           |  |  |  |  |  |  |  |  |
|                        | Démocratie chrétienne (DC)                           | 323 207 | 42,50 | 5,75 | 18     | 2             |  |  |  |  |  |  |  |  |
|                        | Parti communiste italien (PCI)                       | 230 680 | 30,33 | 7,53 | 13     | 3             |  |  |  |  |  |  |  |  |
|                        | Parti socialiste italien (PSI)                       | 77 480  | 10,19 | 1,23 | 4      | 1             |  |  |  |  |  |  |  |  |
|                        | Mouvement social italien – Droite nationale (MSI-DN) | 49 021  | 6,45  | 0,69 | 2      | en stagnation |  |  |  |  |  |  |  |  |
|                        | Parti social-démocrate italien (PSDI)                | 46 981  | 6,18  | 0,72 | 2      | en stagnation |  |  |  |  |  |  |  |  |
|                        | Parti républicain italien (PRI)                      | 19 705  | 2,59  | 0,07 | 1      | en stagnation |  |  |  |  |  |  |  |  |
|                        | Parti libéral italien (PLI)                          | 13 434  | 1,77  | 1,10 | 0      | 1             |  |  |  |  |  |  |  |  |
|                        |                                                      |         |       |      |        |               |  |  |  |  |  |  |  |  |
| Votes valides          | Votes valides                                        | 674 939 | 95,82 |      |        |               |  |  |  |  |  |  |  |  |
| Votes blancs et nuls   | Votes blancs et nuls                                 | 33 188  | 4,18  |      |        |               |  |  |  |  |  |  |  |  |
| Total                  | Total                                                | 793 696 | 100   | -    | 40     | en stagnation |  |  |  |  |  |  |  |  |
| Abstention             | Abstention                                           | 110 926 | 12,26 |      |        |               |  |  |  |  |  |  |  |  |
| Inscrits/Participation | Inscrits/Participation                               | 904 622 | 87,74 |      |        |               |  |  |  |  |  |  |  |  |

### Conséquences
Le 8 octobre, Felice Spadaccini est investi président de la junte régionale après avoir confirmé la coalition sortante entre la DC, le PSI, le PSDI et le PRI.